# 포도 (종)
포도(학명: Vitis vinifera 비티스 비니페라[*])는 포도속(Vitis) 식물의 총칭, 또는 그 열매를 말한다. 포도의 품종에는 포도(V. vinifera)·미국포도(V. labrusca)·교배종이 있다. 포도(V. vinifera)는 전파 과정에 따라 남유럽계·중앙아시아계·동아시아계 등의 재배형으로 분화하였으며, 오늘날까지 총 15만 여 품종이 만들어졌다.
서아시아가 원산지인 낙엽성 덩굴식물로 온대에서 난온대에 걸쳐 약 60종이 알려져 있다. 대부분의 열매는 식용하며 덩굴성이어서 덩굴손으로 감아올라간다. 잎은 어긋나고 홑잎이며 3-5개로 얕게 갈라진다. 덩굴손은 마디에서 잎과 마주나는데, 각 마디에 연속적으로 붙는 것과 두 마디 간격으로 붙는 것이 있다. 꽃은 5-6월에 작은 송이 모양으로 많이 달린다. 양성화 외에 수꽃과 암꽃의 구별이 있는 것도 있다. 꽃잎은 녹색으로 5개가 끝에서 서로 붙어 있으며 밑부분이 갈라져서 떨어진다. 열매는 장과(漿果)인데, 2-3개의 종자가 있으며 9-10월에 익는다. 열매는 크기와 모양, 색깔이 매우 다양하며 단맛과 신맛이 있다.

## 같이 보기
- 미국포도(V. labrusca)